# Ellendale (Minnesota)
Ellendale és una població dels Estats Units a l'estat de Minnesota. Segons el cens del 2000 tenia 590 habitants.

## Demografia
Segons el cens del 2000, Ellendale tenia 590 habitants, 252 habitatges, i 166 famílies. La densitat de població era de 256 habitants per km².
Dels 252 habitatges en un 30,6% hi vivien nens de menys de 18 anys, en un 53,6% hi vivien parelles casades, en un 7,9% dones solteres, i en un 34,1% no eren unitats familiars. En el 30,2% dels habitatges hi vivien persones soles el 18,7% de les quals corresponia a persones de 65 anys o més que vivien soles. El nombre mitjà de persones vivint en cada habitatge era de 2,34 i el nombre mitjà de persones que vivien en cada família era de 2,9.
Per edats la població es repartia de la següent manera: un 24,7% tenia menys de 18 anys, un 6,6% entre 18 i 24, un 27,3% entre 25 i 44, un 20,8% de 45 a 60 i un 20,5% 65 anys o més.
L'edat mediana era de 40 anys. Per cada 100 dones de 18 o més anys hi havia 100 homes.
La renda mediana per habitatge era de 37.750 $ i la renda mediana per família de 50.139 $. Els homes tenien una renda mediana de 31.023 $ mentre que les dones 24.306 $. La renda per capita de la població era de 19.750 $. Entorn de l'11,4% de les famílies i el 10,1% de la població estaven per davall del llindar de pobresa.

## Poblacions més properes
El següent diagrama mostra les poblacions més properes.